# Eparchie Our Lady of Deliverance of Newark
Die Eparchie Our Lady of Deliverance of Newark (lat.: Eparchia Dominae Nostrae Liberationis Novarcensis Syrorum) ist eine Eparchie der mit der römisch-katholischen Kirche unierten Syrisch-katholischen Kirche mit Sitz in Newark, New Jersey, in den Vereinigten Staaten von Amerika.

## Geschichte
Bis 1995 unterstanden die syrisch-katholischen Gemeinden in den Vereinigten Staaten und Kanada der Jurisdiktion der örtlichen Bischöfe des lateinischen Ritus der römisch-katholischen Kirche.
Papst Johannes Paul II. gründete die Eparchie mit der Apostolischen Konstitution Principis Apostolorum  am 6. November 1995.
Im Jahr 2009 wurde Bischof Younan als Primas der syrisch-katholischen Kirche und Patriarch von Antiochien und dem ganzen Osten der Syrer gewählt. Im Jahr 2010 ernannte Papst Benedikt XVI. Yousif Benham Habash zum zweiten Ortsordinarius.

## Bischöfe von Our Lady of Deliverance of Newark
- Ignatius Joseph Younan (6. November 1995 bis 20. Januar 2009, dann Patriarch von Antiochia)
- Yousif Benham Habash (seit 12. April 2010)

## Weblinks

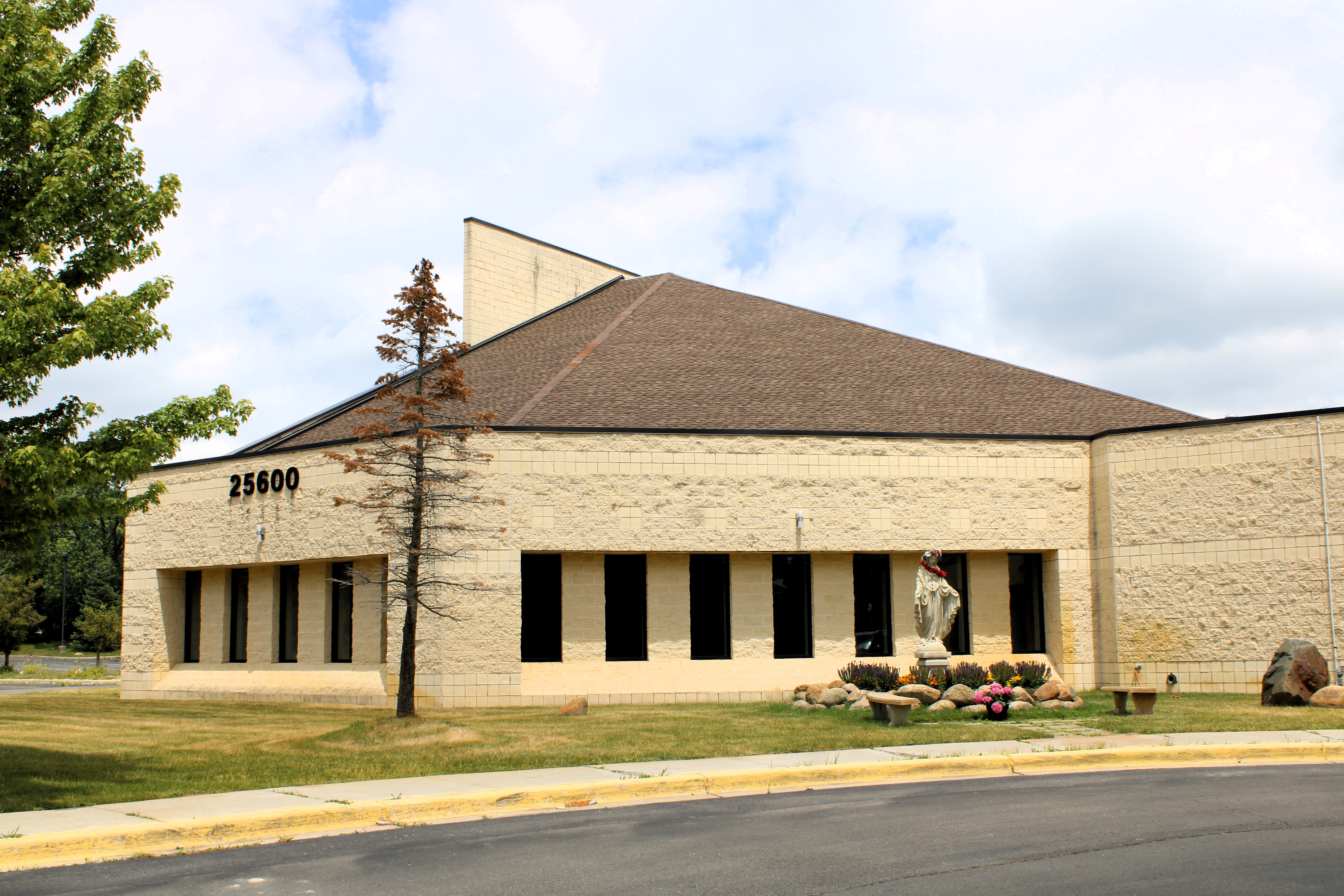
Kathedrale: St. Toma in Farmington Hills